# Daniel Green (homme politique)
Pour les articles homonymes, voir Daniel Green et Green.
Daniel Green, né le 29 mai 1955 à Montréal (Québec), est un homme politique, un militant environnementaliste et un vulgarisateur scientifique canadien.
Depuis 2000, il agit à titre de consultant auprès du Club Sierra du Canada, de la Société pour vaincre la pollution (SVP), de la Coalition Eau Secours, de la  Fondation Rivières, de Nature Québec et de  Parcs Canada. Elizabeth May le nomme chef adjoint du Parti vert du Canada lorsqu'il entre dans l'arène politique à la fin de l'année 2014.

## Biographie
Titulaire de diplômes universitaires en sciences biologiques ainsi qu’en science de l’environnement de l'Université du Québec à Montréal, Daniel Green travaille sur la problématique des substances toxiques dans l’environnement depuis le début des années 1980. 
Entre 1980 et 2000, il dirige la Société pour vaincre la pollution (SVP) et intervient dans la grande majorité des dossiers importants concernant la contamination de l’environnement autant à l’échelle provinciale que nationale. 
Depuis le début des années 2000, Daniel Green continue d’agir à titre de co-président de la SVP et contribue à promouvoir divers programmes permettant à la population d’en apprendre davantage à propos de la contamination de son environnement immédiat. 
Il s’implique de manière considérable dans sa communauté. À cet égard, qu’il s’agisse de soutenir les victimes de la controverse de l’amiante, de sa contribution au dossier des eaux contaminés au trichloréthylène (TCE) dans la municipalité de Shannon ou de son soutien aux victimes de la tragédie de Lac-Mégantic, Daniel Green mène un combat de tous les instants afin de prévenir ou d’éliminer les sources potentielles de pollution pouvant porter préjudice à la santé ainsi qu’à la sécurité de la population. 
Daniel Green décide de s’impliquer en politique sous la bannière du Parti vert du Canada à la fin de l’année 2014. Elizabeth May le nomme ensuite chef adjoint du Parti en décembre 2014. Daniel Green se porte candidat lors des élections fédérales canadiennes de 2015 dans la nouvelle circonscription de Ville-Marie -- Le Sud-Ouest -- Île-des-Sœurs, dont il est le premier dirigeant de l'association locale. Il subit une défaite face au candidat libéral Marc Miller. 
Dans le cadre du projet de réforme du mode de scrutin mis sur pied par le gouvernement libéral à la suite de l'élection d'octobre 2015, Daniel Green, à l'instar du Parti vert du Canada, milite pour l'instauration d'un mode de scrutin proportionnel qui, selon lui, rendrait le processus électoral plus démocratique et plus représentatif. Il tente d'illustrer les différences entre le mode de scrutin uninominal majoritaire en un tour et son homologue proportionnel. 
Daniel Green participe à l'élection partielle de la circonscription fédérale de Saint-Laurent en mars 2017. Il termine troisième derrière la candidate libérale Emmanuella Lampropoulos et le candidat conservateur Jimmy Yu en obtenant 8 % des voix .
En février 2019, Daniel Green arrive en troisième position à l'élection partielle dans Outremont avec 12,9% des voix, le meilleur résultat jamais obtenu au Québec par le Parti Vert du Canada, toutes élections confondues.